# Benares-talen
Benares-talen er myten om Buddhas første prædiken, som han holdt i Sarnath-parken i Varanasi, som dengang hed Benares. Prædikenen handler om hovedbegreberne i Buddhismen, og hvordan de skal forstås. Derudover handler den om tilblivelsen af den buddhistiske munkeorden.
I prædikenen introducerer Buddha De Fire Ædle Sandheder og Den Ædle Ottefoldige Vej og sætter dhammacakka (lærens hjul) i gang.

## Handling
Buddha kommer over til sine fem medmunke, og forklarer dem om hans åbenbaring. Når man har forladt sine jordiske forpligtelser for at finde indsigt, skal man ikke gå i selvpineri, eller falde tilbage i materialistisk nydelse - man skal følge den gyldne middelvej.
Han forklarer dem, hvordan han er kommet frem til sin åbenbaring, og annoncerer, at dette vil være hans sidste liv, fordi han nu har opnået den fulde indsigt (nirvana). Under Buddhas tale bliver en af de andre munke, Kondañña, opmærksom på, at alt hvad er underlagt tilblivelse, også er underlagt ophør.
Til sidst stifter han med de andre munke munkeordenen ved at starte "lærens hjul" (dhammacakka), og alle guderne (deva'er) delte budskabet om, at denne lære nu var ustandselig og konstant.

## Kondaññas læretekst
I myten tales der meget om specielt to emner, som munken Kondañña opsummerer med en lille læretekst. Der tales om lidelsens oprindelse (dukkhasamudayam) og lidelsens ophør (dukkhanirodham): 
”Alt det, der er underlagt tilblivelse, er underlagt ophør. ”